# Timbaland
Timothy Zachery Mosley (sinh ngày 10 tháng 3 năm 1972), được biết đến nhiều nhất với nghệ danh Timbaland, là nhà sản xuất âm nhạc, ca sĩ, rapper người Mỹ. Anh từng đoạt bốn giải Grammy trong suốt sự nghiệp của mình. Timberland cũng là anh trai của rapper Sebastian.
Công việc sản xuất nhạc của Timberland bắt đầu vào năm 1996 với Ginuwine...the Bachelor cho ca sĩ R&B Ginuwine. Sau khi hỗ trợ album năm 1996 của Aaliyah và album năm 1997 của Missy Elliott là Supa Dupa Fly, Timbaland trở thành một nhà sản xuất có tiếng cho dòng nhạc R & B và nghệ sĩ hip-hop. Ban đầu ông đã phát hành một vài album với những người bạn rapper.
Timbaland đã từng cộng tác với Nelly Furtado, Katy Perry, Keri Hilson và người chiến thắng cuộc thi The X Factor của Anh là Leona Lewis và Flo Rida. Ông cũng đã sản xuất các ca khúc cho Mariah Carey, Wyclef Jean, Missy Elliott, Keshia Chante và Jay-Z trong album sắp tới của họ. Timbaland cũng là nhà sản xuất cho album năm 2009 của Chris Cornelllà Scream. Shakira được đề nghị ghi âm lại ca khúc "Give It Up to Me" trong album sắp tới của Timbaland nhưng ca khúc cũng có mặt album thứ ba của cô là She Wolf và phát hành như là Single lần 2 tại Mỹ.
Trong tháng 9 năm 2009, Timbaland đã thông báo rằng Shock Value II sẽ được phát hành vào ngày 23 Tháng 11 tại châu Âu và 24 tháng 11 tại Bắc Mỹ. Tuy nhiên album đã được dời lại đến ngày 08 tháng 12, trước bằng đĩa đơn đầu tiên có sự tham gia ghi âm của một nghệ sĩ mới có tên SoShy và Nelly Furtado mang tên "Morning After Dark".

## Tuổi trẻ
Timothy Zachary Mosley được sinh ngày 10 tháng 3 năm 1971 tại Virginia và đây cũng là nơi ông lớn lên và tốt nghiệp Trường Trung học Salem . Ban đầu là một DJ được biết đến đưới cái tên là "DJ Timmy Tim" hay "DJ Tiny Tim". Mosley bắt đầu sáng tác các ca khúc Hip Hop trên một chiếc đàn Organ Casio. Trong khi ở trường trung học, Mosley bắt đầu một sự hợp tác lâu dài với rapper Melvin Barcliff,người có nghệ danh là Magoo. Mosley cũng tham gia sản xuất S.B.I.
Ca sĩ/rapper Missy Elliott nghe nói đến Timberland và bắt đầu sự cộng tác của họ. Missy Elliott và nhóm nhạc R&B của cô là Sista đã thử giọng cho DeVante Swing, một nhà sản xuất thành công. DeVante đã ký hợp đồng với Sista và ghi âm cho thương hiệu Swing Mob và Elliott đã mang cả Mosley và Barcliff cùng cô tới New York, nơi Mob Swing đặt trụ sở. Chính DeVante đã nghị cái tên cho nhà sản xuất nhạc trẻ tuổi Timbaland.
Sista, Timbaland, Magoo và trở thành một phần của SCI Zakys School dài hạn, cũng như của Swing signees Mob và được biết đến như là "Da Bassment" crew, các nghệ sĩ tham gia như là ca sĩ R&B Ginuwine, nhóm nhạc nam Playa (Smoke E. Digglera, Static Major và Digital Black), và nhóm nhạc nữ Sugah. Timbaland đã sản xuất rất nhiều dự án âm nhạc cho DeVante, bao gồm: Jodeci LP The Show, The After-Party, The Hotel năm 1995, và 4 All the Sistas Around the World cho Sista (không phát hành).
Elliott đã bắt đầu nhận được sự công nhận như là một nhạc sĩ cho các nghệ sĩ như nhóm nhạc nữ R&B 702 và MC Lyte. Do liên hệ giữa Timbaland với cô, ông thường xuyên liên lạc để sản xuất các bản remix cho các ca khúc của cô.

## Sự nghiệp

### 1996-2002
Timbaland sản xuất các ca khúc bao gồm: "Roll Out (My Business)" của Ludacris,"Hola' Hovito" của Jay-Z , "Raise Up" của Petey Pablo,bản cover lại ca khúc "Diamond Dogs" từ David Bowie của Beck. Trong thời gian đó, ông cũng đã góp sức cho ba bài hát: We Need a Resolution (Timbaland có tham gia thể hiện phần rap), "More than a Woman", và bản ballad "I Care 4 U", tất cả dành cho việc phát hành đĩa đơn của Aaliyah nằm trong album thứ ba.
Album chung thứ hai của Timbaland & Magoo được dự kiến sẽ phát hành vào tháng 11 năm 2000. Với sự xuất hiện đặc biệt của Beck, Aaliyah, cũng như kế hoạch mới của Timbaland là các bản ghi âm Beat Club—Ms. Jade, Kiley Dean, Sebastian (em trai Timbaland), Petey Pablo, và Tweet (một thành viên của Sugah là những người trong Mob Swing). Album bị trì hoãn cho một năm, cuối cùng được phát hành vào tháng 11 năm 2001. Nhưng nó đã không thành công về mặt thương mại. Giọng hát Beck trong ca khúc "I Am Music" đã không đưa vào phiên bản cuối cùng, mà thay vào đó là khúc của Timbaland và Steve "Static" Garrett của Playa và Aaliyah.
Bản phát hành đầu tiên của Beat Club nằm trong album début của Bubba Sparxxx ra mắt vào tháng 9 năm 2001, Dark Days, Bright Nights. Thiếu Aaliyah Timbaland bị ảnh hưởng nhiều. Trong một cuộc gọi điện thoại của chương trình MTV Total Request Live, Timbaland đã nói:
"Cô ấy như là máu, và tôi đã bị mất máu. Tôi và cô ấy đã cùng nhau có chất hóa học này. Tôi gần như mất đi một nửa của sự sáng tạo của tôi cho cô ấy. Giờ đây, thật khó cho tôi để nói chuyện với những người hâm mộ. Ngoài âm nhạc ra, cô là một luôn rạng rỡ, một người [đặc biệt nhất] mà tôi từng gặp."

### 2003-2005
Timbaland đã sản xuất 3 ca khúc cho album ra mắt của Tweet là Southern Hummingbird và phần lớn các ca khúc trong album thứ 4 và thứ năm của Elliott là Under Construction và This Is Not A Test!, ngoài ra còn có các nghệ sĩ khác như Lil' Kim ("The Jump Off") và rapper đến từ miền nam Pastor Troy. Cộng tác với nhà sản xuất Scott Storch, và sản xuất một loạt các ca khúc cho album đầu tay Justified của giọng ca chính, cựu thành viên nhóm *NSYNC là Justin Timberlake, Album bao gồm cả ca khúc nổi tiếng song "Cry Me a River".
Cuối năm 2003 Timbaland góp sức cho phát hành album thứ hai của Bubba Sparxxx là Deliverance và album thứ 3 Timbaland & Magoo là Under Construction, Part II, cả hai album này chỉ phát hành một số lượng nhỏ và giới hạn mặc dù Deliverance được đánh giá cao và được cộng động mạng đón nhận nồng nhiệt.
Năm 2004 Timbaland đã sản xuất các single cho for LL Cool J, Xzibit, Fatman Scoop, và Jay-Z và một số ca khúc cho album thứ 4 Afrodisiac của Brandy.
Timbaland cũng đồng sáng tac hai ca khúc (Exodus '04 và Let Me Give You My Love) và sản xuất 3 ca khúc cho ca sĩ người Nhật Utada Hikaru cho Album tiếng Anh đầu tiên của cô Exodusref>Daly, Sean. "Leaving the Girl Behind". The Washington Post. Truy cập ngày 25 tháng 4 năm 2008.</ref>. Timbaland tiếp tục cộng tác và làm việc với những ca khúc của Tweet, sản xuất album thứ 6 cho Elliott mang tên The Cookbook: các ca khúc "Joy (ft. Mike Jones)", và "Partytime". Đồng thời phát triển tên tuổi của mình với việc sản xuất các ca khúc cho The Game và Jennifer Lopez ("He'll Be Back"ca khúc từ album thứ 4, Rebirth).

### 2006-2007
Timbaland bắt đầu 1 nhãn hiệu mới mang tên Mosley Music Group, đưa đến những tài năng trong Beat Club Records, bao gồm Nelly Furtado, Keri Hilson, và rapper D.O.E..
Năm 2006 Timbaland sản xuất album thứ hai mang tên FutureSex/LoveSounds cho Justin Timberlake, Timbaland cũng góp giọng trong các ca khúc: "SexyBack". "Sexy Ladies", "Chop Me Up", "What Goes Around.../...Comes Around" và đoạn dạo của ca khúc "My Love – ca khúc đã được đặt lại tựa là "Let Me Talk to You."
Đầu năm 2007 Timbaland góp sức trong album Blackout của nữ ca sĩ nổi tiếng Britney Spears.
Timbaland cũng tham gia vào một số ca khúc như Wait a Minute của Pussycat Dolls, Promiscuous của Nelly Furtado, SexyBack của Justin Timberlake và Ice Box của Omarion. Trong một cuộc phỏng vấn trình chiếu vào tháng 8 năm 2006 ở Anh, Timbaland đã tiết lộ việc đang làm việc cho album mới của Jay-Z và việc thực hiện một số ca khúc cho Chris Martin của Coldplay.
Timbaland đã thực hiện 7 ca khúc trong album mới của Björk là Volta, bao gồm các ca khúc "Earth Intruders", "Hope", và "Innocence và sự công tác mới với album Duran Duran là Red Carpet Massacre trong đó cá một ca khúc với sự góp giọng của Justin Timberlake. Cuối năm Timbaland đã sản xuất ca khúc cho album Bone Thugs N Harmony mang tên Strength & Loyalty và ca khúc nằm trong album Curtis của 50 Cent mang tên Ayo Technology. Timbaland cũng đồng thời sản xuất phần lớn các ca khúc trong CD thứ ba của Ashlee Simpson mang tên Bittersweet World, bao gồm ca khúc "Outta My Head (Ay Ya Ya)".
Ngày 3 tháng 4 năm 2007 Timbaland cho phát hành 1 album mang tên Timbaland Presents Shock Value, với sự góp giọng của nhiều nghệ sĩ như 50 Cent, Dr. Dre, Elton John, Fall Out Boy, Nelly Furtado, Missy Elliott và nhiều nghệ sĩ khác.
Một cuộc cạnh tranh bùng lên giữa Timbaland và nhà sản xuất thu âm Scott Storch vào đầu năm 2007. Sự căng thẳng bùng lên trong single "Give It to Me",khi Timbaland ám chỉ ngầm Scott Storch "Tôi là một nhà sản xuất thực sự, còn anh chỉ là một người chơi đàn Piano". Timbaland đã xác nhận rằng là đang ám chỉ Storch trong một cuộc phỏng vấn của MTV news. Việc này bắt nguồn từ một số tranh chấp trong ca khúc Cry Me A River của Justin Timberlakes.

### Bị buộc tội đạo nhạc
Bài chi tiết: Timbaland đạo văn tranh cãi
Tranh cãi về Timbaland đạo nhạc xảy ra trong tháng 1 năm 2007, khi một số nguồn tin báo rằng Timbaland đã bị cáo buộc có ăn cắp một số yếu tố (cả chủ đề và mẫu) trong bài hát "Do It" trên 2.006 Kim album của Nelly Furtado mà không đưa ra tín dụng hoặc bồi thường. [35] [36] [37] Bài hát chính nó được phát hành như là thứ năm ở Bắc Mỹ Kim đơn từ ngày 24 Tháng Bảy 2007.

### 2008
Năm 2008, Timbaland đã giúp sản xuất album cho nhiều nghệ sĩ khác nhau bao gồm Hard Candy của Madonna, Bittersweet World của Ashlee Simpson, In a Perfect World của Keri Hilson, Mail On Sunday của Flo Rida, Lady Love của LeToya Luckett, Spirit in the Dark của Lindsay Lohan, Scream của Chris Cornell, All I Want Is Everything của JoJo, Her Name Is Nicole của Nicole Scherzinger, Block Party của Missy Elliott, MP3 của Matt Pokora, Dirrty Pop của Keithian, Doll Domination của The Pussycat Dolls, B.O.M.B của Busta Rhymes, Miss Boss của Lisa Maffia, Pressed for Time của Teairra Mari, album début của Jennifer Hudson, Believe của Dima Bilan, My Name Is Samantha Jade của Samantha Jade, The Block của New Kids on the Block và Night & Day của Keshia Chante.
Timbaland sản xuất nhập cảnh của Nga Eurovision Song Contest 2008, Believe của Dima Bilan, mà là đồng bằng văn bản của Bilan và Jim Beanz. Bài hát sau đó thắng cuộc khi nó được tổ chức tại Belgrade, Serbia tháng 5 năm 2008.
Trong tháng 2 năm 2008 là thời trang đầu tiên 'chống lại bộ sưu tập AIDS'-một sáng kiến của 'nhà thiết kế chống AIDS' và được bán trong H & M cửa hàng tại 28 quốc gia-đã được đưa ra, mà Timbaland thiết kế một T-shirt in, đặt ra cho các chiến dịch và nói ra trong một video, để giúp nâng cao về HIV / AIDS cao nhận thức trong thanh niên thành thị và để biện hộ tình dục an toàn.
Vào ngày 08 Tháng Hai 2008, nó đã được thông báo rằng Timbaland sẽ được phát hành một album riêng cho Verizon Wireless V Cast của dịch vụ điện thoại di động và được thiết kế đầu tiên của nó "Điện thoại di động sản xuất tại Khu nhà." Timbaland sẽ được tham gia bởi Mosley Music Group / Khu 4 ca sĩ / nhạc sĩ Keri Hilson để bắt đầu làm việc về ca khúc trong album đầu tiên của điện thoại di động trên tàu trang bị đầy đủ các phòng thu âm thoại di động. Việc theo dõi chỉ để bề mặt cho đến nay là Garry Barry Larry Harry "Get It Girl". Trong nỗ lực đầu tiên của mình trong ngành công nghiệp trò chơi video, ông đã làm việc với Rockstar Games để sản xuất Beaterator, một trò chơi âm nhạc pha trộn cho PlayStation Portable, PlayStation mạng, hệ điều hành iPhone được phát hành trong tháng 9 năm 2009.
Trong tháng 9 năm 2008 nó đã được thông báo rằng Timbaland sẽ được giới thiệu vào Xã hội Triết học của Trinity College, Dublin như là một danh dự đọc trong Tháng Mười 2008.
Timbaland là sản xuất bộ phim "Vinyl" mà sau cuộc sống của 5 phụ nữ trẻ phải đối mặt với cuộc sống làm thay đổi quyết định về mối quan hệ của họ với các thành viên của một ban nhạc rock. Timbaland's Mosley Media Group là Teaming với Effie T. Brown 's hợp lệ cần chú ý khi Inc để tạo ra bộ phim. Marcus Spence, Chủ tịch Mosley Music, Timbaland vợ và publicist Monique Idlett Mosley, sẽ được sản xuất phim. Bắn súng bắt đầu vào mùa xuân với Richard Zelniker là giám đốc.

### 2009-nay: Shock Value II and III
Timbaland đã làm việc với Nelly Furtado, Katy Perry và người chiến thắng X Factor của Anh Leona Lewis vào các dự án sắp tới của họ. Ông cũng đã được sản xuất theo dõi cho Mariah Carey, Wyclef Jean, Missy Elliott, Keshia Chante và Jay-Z album sắp tới. Timbaland cũng sản xuất album Scream Chris Cornell của năm 2009. Shakira được hỏi để ghi lại giọng hát trên bài hát "Give It Up to Me" để được bao gồm trong album sắp tới của Timbaland nhưng nó đã được đặt trên album thứ ba của cô Cô Wolf và phát hành như Mỹ thứ hai duy nhất thay vì [44] Thêm vào đó nó đã được tiết lộ. mà một trong các bài hát Timbaland đã sản xuất cho album 2008 Beyoncé của I Am... Sasha Fierce là reworked của Keri Hilson và Jay Z cho Shock Value II, nhưng không bao gồm. Ông là chủ nhà khách Nguyên World Wrestling Entertainment của ngày 28 tháng 12 năm 2009. Timbaland xuất hiện trên 25 Tháng Ba, 2010 tập (có tiêu đề "Blowback") của FlashForward như một đại lý chứng cứ.
Timbaland đã bắt đầu làm việc trên phần tiếp theo của Shock giá trị gia tăng trong tháng 7 năm 2008 Trong tháng 3 năm 2009, ông đã đệ đơn kiện chống lại nhãn hiệu của mình, Blackground Records, cáo buộc rằng họ đã cố gắng blackball ông sau khi ông quyết định chuyển từ hoạt động âm nhạc vào sản xuất.. Danh sách theo dõi trực tuyến giả mạo xuất hiện sau này trong năm 2009 cho thấy rằng trong album sẽ tính năng Rihanna, Usher, Jordin Sparks, Beyonce, Jonas Brothers và Linkin Park hợp tác giữa các người khác.
Trong tháng 9 năm 2009, Timbaland đã thông báo rằng Shock Value II sẽ được phát hành vào ngày 23 Tháng 11 tại châu Âu và 24 tháng 11 tại Bắc Mỹ. Tuy nhiên nó đã được dời lại đến ngày 08 tháng 12, trước bằng đĩa đơn đầu tiên có tính năng ghi âm một nghệ sĩ mới có tên SoShy mang tên "Morning After Dark". Đặc trưng khách mới xuất hiện trong album bao gồm DJ Felli Fel, Justin Timberlake, JoJo, Bran'Nu, Drake, Chad Kroeger, Sebastian, Miley Cyrus, Nelly Furtado, Katy Perry, Esthero, The Fray, Jet, Daughtry, OneRepublic, Keri Hilson, Thái độ và Bộ Năng lượng. Có tin đồn rằng Timbaland sẽ làm việc với Jonas Brothers trong ca khúc "Dumb", nhưng theo dõi đã không làm cho nó vào Tracklist Jonas Brothers cuối cùng và không bao giờ xuất hiện trên Shock Value II. Madonna, Rihanna, Usher, Jordin Sparks, Beyonce, Kanye West, Linkin Park, All-American Rejects, Paramore, Gucci Mane, T-Pain, TI và Akon cũng không bao giờ xuất hiện trên Shock Value II. Shock Value II là khét tiếng của mình để sử dụng các chức năng hiệu quả đầu giọng hát.
Album này đã không biểu đồ là rất cao như Shock Value album trước đây, vốn đã đứng vị trí số năm vào năm 2007, với 138.000 bản được bán trong tuần đầu tiên. Thay vào đó, Shock Value II xuất hiện lần đầu trên bảng xếp hạng Billboard 200 USD tại một số underwhelming 36, chỉ với hơn 38.000 bản được bán trong tuần đầu tiên phát hành. It fared tốt hơn trên bảng xếp hạng Billboard Top R & B / Hip-Hop Albums biểu đồ, đi vào tại số 7 Tương tự, tại Anh, cũng như ở Ai-len, album chỉ quản lý để biểu đồ tại số 25 trong tuần đầu tiên.. Các vị trí này đã được đặc biệt đáng thất vọng cho rằng Shock Value album đầu tiên đạt vị trí số 2 tại Vương quốc Anh và số 1 tại Ireland vào năm 2007.

## Eurovision Song Contest 2010
Nó đã được công bố bởi Cơ quan báo chí Azerbaijan rằng Timbaland là để soạn mục nhập cho Azerbaijan trong Eurovision Song Contest 2010, mà sẽ được tổ chức tại Bærum, Na Uy tháng 5 năm 2010. Nó sau quyết định của nhà sản xuất đồng người Mỹ Jim Beanz hợp tác, viết tiếng Nga đoạt giải trong Eurovision Song Contest 2008, Believe của Dima Bilan, mà cũng Timbaland sản xuất. Timbaland sẽ phát hành một bài hát mới tên là "Dumb" mà sẽ tính năng Jonas Brothers. Timbaland hiện đang làm việc ngày tái phát hành của Shock Value II, sẽ có bài hát mới vào nó. Anh mong muốn được làm việc với Jordin Sparks, Beyonce, Jonas Brothers, Kanye West, Akon, T-Pain, Jay-Z, Ludacris, Gucci Mane, All-American Rejects, Paramore, Hilary Duff, Leona Lewis, Linkin Park, Green Day, Kings of Leon, Lady Gaga, Adam Lambert và Justin Bieber. Timbaland cũng muốn làm việc với Taylor Swift. Vào ngày 26 tháng 3 năm 2010, nó đã được thông báo rằng Steven Tyler, hấp dẫn bởi những kỷ lục 2.009 Scream Chris Cornell, sẽ được Teaming với Timbaland để ghi lại một album nhạc rap. Khách xuất hiện của Reverend Run và Daryl Mac của Run DMC, Kid Rock, và T-Pain được đồn đại sẽ được giới thiệu về dự án mới.

## Phòng thu Thomas Crown
Timothy "Timbaland" Mosley xây dựng một phòng thu tư nhân ở Virginia Beach. Phòng thu này được hình thành và phát triển với kỹ sư thời gian dài, Jimmy Douglass. Phòng thu này được quản lý bởi Garland Mosley và Brian Byrd. Dịch vụ này hoàn toàn âm thanh trung tâm sản xuất đã được tạo ra trong hiện tại (khoảng) 5.000 dặm vuông hai tầng Khu công nghiệp xây dựng. Một đổi mới, hoàn thành xây dựng các kết quả trong một hai ghi âm studio và Cơ sở sản xuất đăng bài, và tiếp tục sự phát triển của cộng đồng âm nhạc Virginia Beach, mà đã đẻ ra thích của The Neptunes, Missy Elliott và Nate "Danja" Hills.